# MOPAC
MOPAC (Molecular Orbital PACkage) は、MINDO、MNDO、AM1、PM3、PM5、Sparkle/PM3などの半経験的量子力学計算を行うための計算化学ソフトウェアである。Michael Dewarらにより開発された。
古いバージョンであるMOPAC6やMOPAC7はパブリックドメインソフトウェアであったが、MOPAC2016などのバージョンは商用販売されている時期があった。MOPAC7についてはオープンソースとして維持しようという活動があり、Linux向けのオープンソース版が利用可能である。
2006年にJames Stewartにより、Fortran 90で記述されたパブリックドメインバージョンのMOPAC7.1がリリースされた。Stewartは続いて2007年に教育関係者に無償提供されるMOPAC2007をリリースした。
MOPAC2007には新しくSparkle/PM3、RM1、PM6モデルが含まれるが、MINDO/3、PM5などはサポートされていない。MOPAC2007はWindowsおよびLinuxで使用可能である。2008年にはMOPAC2009がリリースされた。2012年にはMOPAC2012がリリースされ、PM7、PM7-TSモデルが追加された。2021年現在、最新のバージョンはMOPAC2016となっている。
2021年8月17日にMOPAC2016の代理店での販売を終了し、Stewartの公式HPから実行バイナリの無料配布（オープンアクセス）が開始された。